# Renate Mayntz
Renate Mayntz (Berlín, 28 de abril de 1929) es una socióloga alemana fundadora y directora del Instituto Max Planck para el Estudio de Sociedades, del que es directora emérita.

## Biografía
Mayntz estudió en Estados Unidos, y en 1957 se doctoró en la Universidad Libre de Berlín. Enseñó en el Deutsche Hochschule für Verwaltungswissenschaften Speyer y en la Universidad de Colonia antes de fundar, en 1984, el Instituto Max Planck para el Estudio de Sociedades.
Sus áreas de investigación incluyen la teoría social, sistemas sociales, instituciones políticas, gestión pública, desarrollo e implementación de políticas públicas, desarrollo de la ciencia y la tecnología, relaciones entre ciencia y política, estructuras transnacionales y gobernanza global.
Sus teorías se basan en la consideración de la interdependencia de cada sociedad, integrada a partir de la unión de diversas estructuras, que la hacen funcionar de forma multifacética, autoorganizándose a sí misma de forma dinámica y a menudo incontrolable. Mayntz es reconocida como una de las sociólogas más importantes del siglo XX.

## Premios y reconocimientos
- 1999 Premio Schader, el más reconocido en Alemania para una persona científica social.[6]
- 2004 Premio Bielefelder Wissenschaftspreis conjuntamente con Fritz W. Scharpf.[7]